# Monte Cristo Peak
Der Monte Cristo Peak ist ein Berg in der Henry M. Jackson Wilderness im US-Bundesstaat Washington. Zusammen mit dem Columbia Peak und dem Kyes Peak bildet er ein Becken, das den Columbia-Gletscher und den Blanca Lake enthält. Die Ausgabe des The Mountaineer von 1918 nannte den Berg „eine gewaltige Masse roten Felsens“.
Der Monte Cristo ist nach der Bergbauboom-Stadt Monte Cristo benannt,:79 welche sich Ende des 19./ Anfang des 20. Jahrhunderts an der Nordwestflanke des Berges befand. Die Stadt gehörte einige Jahre lang J. D. Rockefeller. Sie wurde durch die Gleise einer Güterstraßenbahn erschlossen.